# ディズニーボム
ディズニーボム（Disney Bomb）又はディズニースウィッシュ（Disney Swish）は、第二次世界大戦中にイギリス海軍が開発した補助ロケット推進式地中貫通爆弾である。従来の通常爆弾では効果の無い、Uボート・ブンカーのようなコンクリートで強化された目標を貫くための兵器であった。エドワード・テレル海軍大佐により生み出されたこの徹甲爆弾は、落下速度を増速するための固体燃料ロケットが装着された結果、着弾時の速度は990マイル毎時 (1,590 km/h)にもなり、これにより起爆する前に厚さ16 ft (4.9 m)の強固なコンクリートを貫通する能力を持っていた。
ディズニーボムは、1945年2月から4月までヨーロッパにおいてアメリカ陸軍航空軍（USAAF）が限定的に使用した。技術的には成功作であったにもかかわらず、この爆弾が配備されたのは戦争の末期であり、ドイツに対する連合国軍の爆撃ではほとんど効果を挙げなかった。

## 背景
第二次世界大戦中にイギリス空軍は、非常に強固な防御を施された目標に対して、従来の高性能爆弾による有効打撃を与えるために5-トンのトールボーイと10-トンのグランドスラムという2種類の超大型爆弾を採用した。バーンズ・ウォリスにより設計されたこれらの巨大な兵器は、目標の近辺に着弾し、地中深くに貫入して起爆、地中を伝わる衝撃波により経済的に修理不能なほどの構造的損害を与えるものだった。運用では目標を狙って投下され、これが直撃した場合は相当な厚さのコンクリートを貫通する能力を持っていたが、第二次世界大戦時の爆撃照準器の精度の限界から命中精度は低く、改善を望んだバーンズ・ウォリスにとり高精度の命中の確立というものは主な目的ではなかった。
対照的にディズニーボムは、当初から強固なブンカーのコンクリート製の屋根に直撃貫通することを目指して設計された。そのために弾頭は通常と異なる分厚い鋼板製外殻で覆われ、内蔵されている炸薬は比較的少量であった。その形状は通常の航空機搭載爆弾よりもかなり細く、落下時には集束されたブースターロケットにより加速、自由落下で到達する着弾速度よりも遥かに高速度で目標に激突した。これらの特徴は、ニュートン法則の推定埋没深度および、最も大きな貫通力は発射弾の密度、長さ、細さ（例えば大きなSD値を持つ物体）が高速度で激突して生み出されるということを述べた、「ヤング方程式」（Young's equation）として知られる経験的な設計方程式に一致する。

## 解説
CP/RA ディズニーボムは長さ16 ft 6 in (5.03 m)、重量4,500ポンド (2,000 kg)、爆弾本体の直径が11 in (280 mm)である一方で尾部の直径は17 in (430 mm)であった。ディズニーボムは3つの部位で構成されており、前方筐体（きょうたい）の弾頭部は分厚い鋳造貫徹装甲で覆われたうえで500ポンド (230 kg)の爆発物質シェルライトを充填し、弾頭部底（先端から最も離れた）には2個のイギリス製No.58 MK I後部撃発信管を備えていた。中央筐体はロケットモーター19本で構成され、これは3インチ (76 mm)ロケット発射体でも使用された、実質的にコルダイトが充填された金属管である。
後方筐体のテールコーンにはロケットに点火するための回路が内蔵されており、この回路は、投下後に風圧で回転するフィンを備えた小型の発電機で作動した。ロケットの点火は、遅延スイッチか気圧スイッチにより制御された。爆弾の後部には落下を安定させるための、6枚の小型の翼が取り付けられていた。
爆弾は2箇所の荷重ラグで航空機に懸吊され、爆弾と航空機の間は3本の信管安全装置解除用のワイアーでも繋がっていた。爆弾が投下されるとワイアーから伸びる短い引き綱が弾頭の信管とロケット点火回路を作動させ、自由回転ができるように発電機のロック機構を解除した。

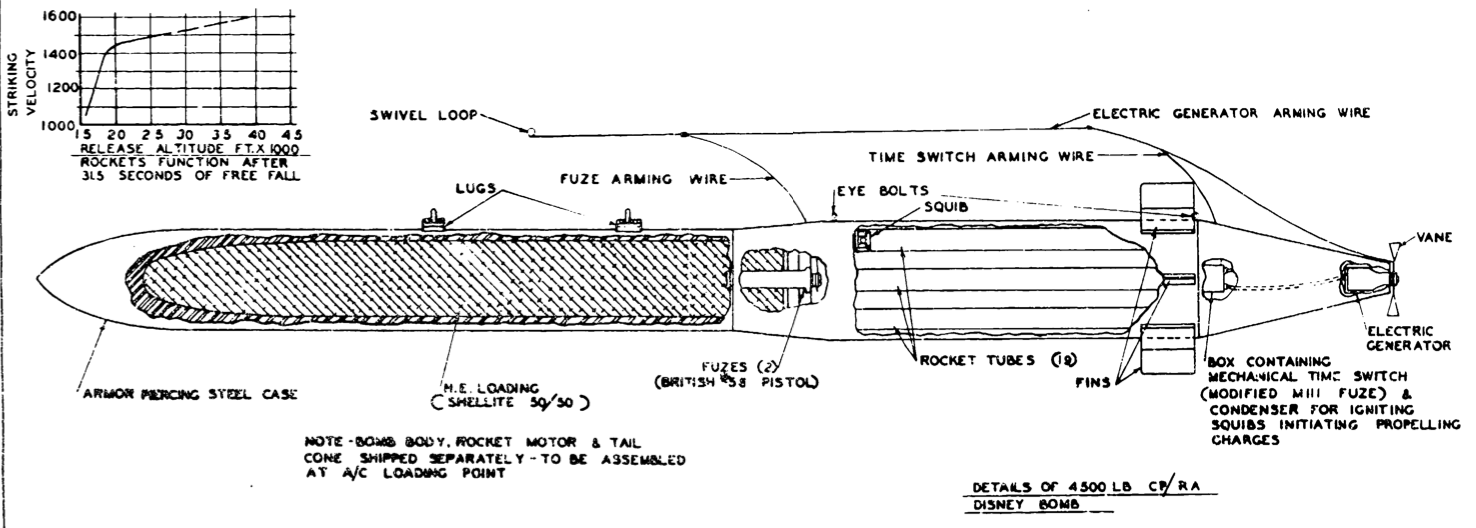
ディズニーボムの構成図
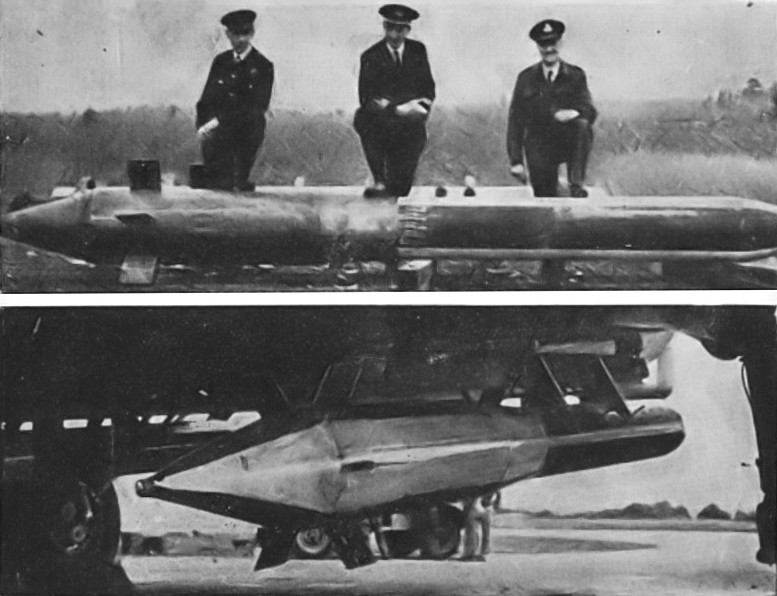
ディズニーボムと共に写されたマレー少佐、エドワード・テレル、空軍兵装士官（上）。ボーイング B-17 フライングフォートレスに懸架されるディズニーボム（下）[9]。

命中精度のためにこの爆弾は正確な規定高度（通常は20,000フィート (6,100 m)）で投下しなければならず、投下されると約30秒間かけて高度5,000フィート (1,500 m)まで自由落下し、ロケットが点火されると最後端部は投棄された。ロケットの燃焼は3秒間持続し、落下速度が更に300 フィート/秒 (91 m/s)加速されることにより最終着弾速度は1,450 フィート/秒 (440 m/s; 990 mph)、おおよそマッハ1.29に達した。戦後のテストではディズニーボムは厚さ14フィート8インチ (4.47 m)のコンクリート製の屋根を貫通し、（実証はされなかったが）厚さ16 feet 8 inches (5.08 m)のコンクリートを貫通する威力を持つと想定された。

## 開発とテスト
逸話によると、1943年にウォルト・ディズニーが制作したプロパガンダ映画『空軍力の勝利』に、これと似た架空の爆弾が描かれており、イギリス海軍の将校の一団がこの映画を観た後、本爆弾の構想が萌芽し、その結果「ディズニー」という名称が与えられたと云われている。イギリス海軍は艦隊航空隊でこれを搭載できる航空機を持たなかったにもかかわらずこの爆弾を開発した。コンクリート貫通兵器に対して海軍が興味を示したのは、UボートとSボートを防御するためドイツ海軍が強固なブンカーを広範囲に使用しており、その中に艦船が停泊している時に空から攻撃することにあったと説明できる。
ディズニーボムはイギリス海軍予備員の大尉で英国海軍諸兵器研究部に勤めていたエドワード・テレルにより開発された。戦前のテレルはニューベリー で弁護士と市裁判所判事の職にあったが、発明家でもあり、野菜の皮むき器や万年筆のインク壜を含む幾つかの特許を戦争前に取得していた。
この爆弾の開発は1943年9月に始まった。開発計画に対して海軍本部内部の、最高レベルからの支援があったが、生産は航空機生産省（MAP）の監督下で行われた。道路交通研究所（RRL）は、アメリカ合衆国が持っていた、鉄筋コンクリートに対する15インチ (380 mm)砲弾の性能データから貫通力に関する理論式を提供し、ハルステッド基地の兵装開発の主任技術者はMAPに提出するための事前設計を準備した。しかし計画は、チャーチルが議長を務める対Uボート委員会（the Anti-U-Boat Committee）に対して第一海軍卿が意見書を準備するという反対に直面した。テレルは、チャーチルの科学技術顧問であるチャーウェル卿の元を訪れ、この計画は技術的な可能性の評価であると信じさせた。首相の病気欠席のため、1944年1月まで、チャーチルがこの爆弾に対する委員会の検討を望んでいることは表明されなかった。関連部署の多さから、多数の技術者や科学者により、技術的可能性を確認するための会合が持たれた。
アメリカ陸軍航空隊（USAAC）の航空技術部門を通じた援助を受け、テレルはB-17 フライングフォートレスの翼下に懸架したモックアップを海軍本部上層部へ披露することができた。依然として航空省は幾つかの技術的背景からこの兵器の開発に反対であり、この計画に"P プラス"優先度を与えるかどうかを決めるための戦時内閣の会議（テレルはこれに出席した）が5月に持たれた。この会議の副産物は、Uボートのブンカーへの攻撃方法と、その年の8月にイギリス空軍が実施する、26発のトールボーイ爆弾投下によるブンカーへの攻撃という議題に焦点が当てられたことであった。

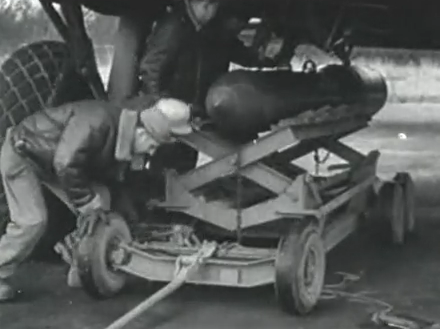
アメリカ軍の地上要員によりボーイング B-17爆撃機に搭載されるディズニーボム

ディズニーボムがアメリカ合衆国の第8空軍とイギリス海軍の共同開発となったことから、イギリスの兵器であったにもかかわらず、この爆弾はUSAAFでのみ使用され、英爆撃機軍団が使用することは無かった。第92爆撃群がこの兵器を使用する最初の任務を担わされ、第305爆撃群と第306爆撃群によっても投下されることになった。第94爆撃群はこの爆弾を使用する準備をしていたが、ヨーロッパでの戦争終結までに作戦飛行を行うことはなかった。これらの部隊で使用されたB-17 フライングフォートレスは、この爆弾が爆弾倉に収納するには長すぎたため、左右の主翼下面に各1発を吊り下げて搭載した。ディズニーボムはエアランカ GB-1 滑空爆弾を吊り下げるものと同じ外部懸架装置を使用することができた。爆弾搭載機にはカメラも取り付けられていたため、爆弾の落下軌跡とその効果を記録することが可能であった。
ディズニーボムの試験は1945年初めに開始された。落下軌跡の映像記録と爆撃照準器の測定のために、爆弾の投下は当初サウサンプトン近くの射爆場で実施された。これは、ロケット推進式爆弾の落下軌跡が、自由落下爆弾のそれとはかなり異なるために必要な措置であった。その後に投下試験は北フランスのウトン近郊にあるウトン・ブンカー、ドイツ側秘匿名「北西発電所」（Kraftwerk Nord West：現在はBlockhaus d'Éperlecquesとして知られる）と呼ばれる、ドイツ国防軍の大きなコンクリート製ブンカーで実施された。試験に当所を使用したのは、1944年9月にこの地域が連合国軍の手中に落ちたためであり、爆撃試験後に構造物に与えた効果を調査することができた。2機のB-17に搭載された4発の爆弾が使用され、この内2発が目標に命中した。地上のイギリス海軍の調査員によると、与えた効果の結果は非常に満足すべきものであった。

## 実戦

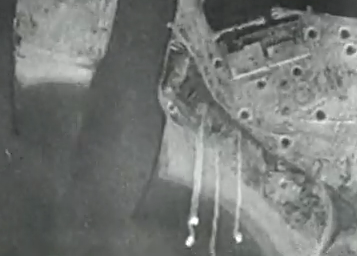
オランダ、エイマイデンの「高速魚雷艇ブンカー BY (SBB2)」に向けて噴煙を引きながら加速落下中の4発のディズニーボム（1945年）。これも米陸軍の記録映像

ディズニーボムを使用した最初の攻撃はオランダのエイマイデンの港湾に対してであった。ここにはドイツ海軍がSボート（連合国軍では"Eボート"として知られる高速魚雷艇）とビーバー特殊潜航艇を格納しておくために使用している2つの独立した強固なドックがあった。秘匿名「高速魚雷艇ブンカー AY (SBB1)」（Schnellbootbunker AY (SBB1)）と呼ばれる古い方の建造物は、厚さ10-フート (3.0 m)のコンクリート製屋根で守られていた。秘匿名「高速魚雷艇ブンカー BY (SBB2)」（ Schnellbootbunker BY (SBB2)）と呼ばれる新しい方の建造物は、厚さ10–12フィート (3.0–3.7 m)のコンクリート製屋根と、間隔をあけてさらに上部に設けられた、厚さ2–4フィート (0.61–1.2 m)の層で覆われていた。
Sボートは、日中はブンカー内に停泊して航空攻撃から守られ、夜間になると連合国軍船舶を攻撃するために出撃して行った。このブンカーは、西部ヨーロッパでの連合国軍の補給線に対し、甚大な脅威となっている魚雷艇を守るという点で重要な攻撃目標であった。1944年8月以来、この2つのブンカーはイギリス空軍の第9飛行隊と第617飛行隊によって、トールボーイ5トン爆弾を用いた4度の爆撃で合計53発の投下を受け、それより小型の通常爆弾を搭載した爆撃機によっても、幾度もの攻撃を受けていた。
1945年2月10日、18発のディズニーボムを搭載した第92爆撃群所属の9機が「高速魚雷艇ブンカー BY (SBB2)」を攻撃した。イギリス海軍情報部は、爆弾はコンクリート製屋根を貫通したが、攻撃当時にブンカー内は空であったことを知ったため、3月14日に第92爆撃群は再度9機で出撃、SBB1ブンカーを攻撃した。
3月30日に第92爆撃群所属の12機を含む米第8空軍の36機が、ドイツのブレーメン近郊の小さな港であるフォルゲ（位置：北緯53度13分00秒 東経8度30分15秒 / 北緯53.21667度 東経8.50417度）に出撃し、耐爆鉄筋コンクリートで建設中であったファレンティン・ブンカーにディズニーボムで攻撃をかけた。ブンカーは完成間近であり、UボートXXI型潜水艦の組立工場になる予定であった。1943年から続く建設工事は、苛酷な労働環境のために高い死亡率に見舞われた強制収容所の収容者、捕虜、外国人労働者（Fremdarbeiter）といった1万名の強制労働者により行われていた。
ファレンティン・ブンカーの厚さ4.5-メートル (15 ft)の屋根は、3日前の3月27日にイギリス空軍により投下されたグランドスラム10トン爆弾により既に貫通されていた。第8空軍の攻撃中に、60発以上のディズニーボムが投下されたが、目標に命中したのは僅か1発でその効果もささやかなものであった。しかしながらブンカーの周辺設備は甚大な被害を受けた。爆撃後からこの施設を放棄するまでの期間に、ドイツ側は限定的な修復を試みたが、この地域は4週間後にイギリス陸軍の手に落ちた。
4月4日に24機のB-17がハンブルクの堅固な目標を攻撃したが、目標が雲で覆われていたため爆弾の投下にはレーダー誘導が使用された。1945年5月に予定されていた次の作戦はキャンセルされた。最終的にディズニーボムは、戦争終結まで合計158発が投下され、4回に渡る実戦任務では如何なる航空機や搭乗員も失われなかった。

## 戦後の開発

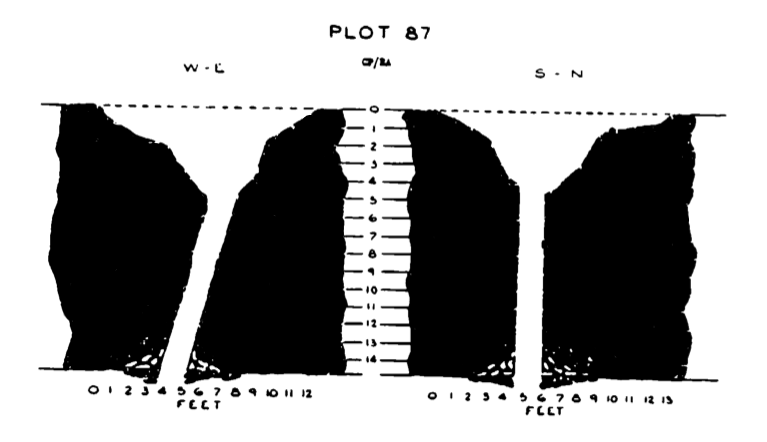
「ルビー計画」の期間中、ファレンティン・ブンカーは直撃を受けた。図面はディズニーボムがもたらしたブンカー屋根の貫徹孔である。

1945年6月に航空諮問委員会（Air Council）は、「ロケット爆弾」（"rocket bomb"）で成された作業に関して「航空諮問委員会の感謝」を表する書簡を海軍本部委員会宛てに送った。
イギリス空軍は、1945年6月にウトン・ブンカーを標的としたディズニーボムの試験を実施した。実際の爆撃はイギリス空軍に代わってアメリカ第8空軍が行ったが、ウトンは標的として十分な大きさではないことが分かると共に、フランスは平時において自国領土内での爆撃を継続することに異議を唱えた。
更なる試験は「ルビー計画」の一環として実施された。これは1946年の英米共同のコンクリート貫通爆弾の試験であり、ヘルゴラント島の小島にある戦時中の潜水艦用ブンカーと、ファレンティン・ブンカーを標的として行われた。試験用の爆弾には、トールボーイ爆弾とグランドスラム爆弾（イギリス製とアメリカ製の双方）や、アメリカのアマゾン22,000-ポンド (10,000 kg)爆弾、M103 SAP 2,000-ポンド (910 kg)爆弾、そしてディズニーボムが含まれていた。試験の目的は爆発の効果ではなく、コンクリートの貫徹力と爆弾の強度を測るためのものであったため、ファレンティンに投下された爆弾は不活性化されていた。平和が戻ってくると共に、ファレンティン近郊に住む民間人の安全にも配慮がなされるようになった。
戦時中のヘルゴラント島は、少数の居住者が島から避難していたために当時は無人であり、また厚さ10-フート (3.0 m)の屋根で覆われたUボート・ブンカーの基地があった。ここでは、爆弾が衝撃に鋭敏すぎず、目標に命中した衝撃で過早な爆発を起こさないことを確かめるために、炸薬を内蔵した（しかし信管は不活性化された）爆弾で試験が実施された。
この平時になされた爆弾の試験は、それ以前の戦時中に実施されたものよりも広範囲なものであった。ヘルゴラント島に投下されたディズニーボムは総計76発であり、シェルライト、RDX、TNTやピクラトルといった様々な爆発物が搭載された。ファレンティンには34発のディズニーボムが投下されたが、12発はロケットが不発で22発がロケット推進に成功して投下がなされた。更に4発が命中精度を試験するためにオーフォード・ネスの射爆場で遠隔投下され、試験期間中、全弾がファレンティン付近に設定された安全な爆発区域内に着弾した。
ディズニーボムの貫通力（14フィート8インチ (4.47 m)のコンクリート）は満足いくものと判断され、予想最大侵徹量は16 ft 8 in (5.08 m)と見込まれた。しかしこの爆弾には幾つかの問題点があり、試験期間中の約37%の点火不良という数字を受け、ロケットブースターへの点火の信頼性は不満足なものとされた。更には鋼製外皮の欠陥から、目標に激突した衝撃で粉砕した爆弾も何発かあり、これは爆弾の弾頭が比較的小さなものであったことに起因していた。それ故に、ファレンティンのような非常に巨大な構造物の、全機能を破壊するためには数多くの命中弾が必要と結論された。
トールボーイとグランドスラムのコンクリート貫通能力に比べると、ディズニーボムの威力（約14 feet）は同等であったが、前者達は直撃で7mのコンクリートを貫通し、残りは爆弾内の莫大な量の炸薬の爆発により粉砕するものだった。戦争終結以前にファレンティンの屋根は2発のグランドスラムにより貫通されていたが、ブンカー内では如何なる爆発も生じていなかった。戦後の調査では、屋根に開いた巨大な穴以外はほとんど施設に被害を及ぼさず、内部の設備は比較的無傷で残っていることが分かった。「ルビー計画」の結論としては、試験されたどの爆弾も完全に満足のいくものではなく、新たなコンクリート貫通爆弾の開発が推奨された。
2009年1月27日、500ポンド (230 kg)の炸薬を内蔵したディズニーボムの不発弾が、ウトン・ブンカー（現在では個人博物館となっている）の屋根から掘り出された。この不発弾は1945年の試験で投下された中の1発であり、その当時からここに埋もれていた。これはヴィミ村の中心から2 km離れた（La Geule d'Ours）にある、化学弾と第一次世界大戦以来の兵器が処理されている弾薬保管庫に運ばれた。

## 参照
出典
1. 1 2  Project Ruby 1946, p. 25
2. ↑  Murray 2009
3. ↑  Flower 2004
4. ↑  Allen, Raymond (December 1943). “Bombsight Solves Problems”. Popular Science 143 (6). ISSN 0161-7370 2011年7月3日閲覧。.
5. ↑  Young 1997, Appendix B: Penetration Equations Summarized
6. 1 2  Terrell 1958
7. 1 2 3
8. 1 2  Burakowski & Sala 1960, p. 557
9. 1 2 3 4 5  92nd Bomb Group 1997, p. 76
10. ↑  Project Ruby 1946, pp. 87–88
11. 1 2  Burakowski & Sala 1960, p. 556
12. 1 2 3 4 5  Project Ruby 1946, p. 18
13. 1 2  Project Ruby 1946, p. 23
14. ↑  92nd Bomb Group 1997, The Disney Bomb Project, p. 75. (by Pat Spillman)
15. ↑  McArthur 1990, p. 280
16. ↑  Terrell 1958, pp. 197–212
17. 1 2 3  “Rocket-Assisted Bomb Found at French Museum”.   Britain at War Magazine. 2011年7月23日時点のオリジナルよりアーカイブ。2011年3月14日閲覧。
18. ↑  “Terrell Family Name”.   Balean.net. 2011年6月8日閲覧。
19. ↑  US patent 1724980, Edward Terrell, "Vegetable or Like Peeling Knife", published 20 August  1929
20. ↑  US patent 2215942, Edward Terrell, "Bottle", published 24 September 1940
21. ↑  Terrell 1958, pp. 200–203
22. ↑  Terrell 1958, pp. 205–207
23. ↑  Freeman 2001, p. 228
24. ↑  Freeman & Osbourne 1998, p. 50
25. ↑  1986, p. 222
26. ↑  92nd Bomb Group 1997, p. 48
27. 1 2 3  Flower 2004, p. 203
28. 1 2  Flower 2004, p. 301
29. ↑  Flower 2004, Appendix A
30. ↑  Bateman 2009, p. 92
31. ↑  Freeman 1990, p. 437
32. ↑  92nd Bomb Group 1997, p. 49
33. ↑  Freeman 1990, p. 463
34. ↑  92nd Bomb Group 1997, p. 50
35. ↑  Flower 2004, p. 350
36. ↑  Marc Buggeln. “Neuengamme / Bremen-Farge”. Holocaust Encyclopedia.   United States Holocaust Memorial Museum. 2011年1月29日閲覧。
37. ↑  Flower 2004, p. 348
38. 1 2 3  Flower 2004, p. 351
39. ↑  Freeman 1990, p. 479
40. ↑  92nd Bomb Group 1997, p. 52
41. ↑  Freeman 1990
42. ↑  Project Ruby 1946, p. 214
43. ↑  Terrell 1958, p. 224
44. 1 2 3  Project Ruby 1946, p. 6
45. 1 2 3  Project Ruby 1946, p. 7
46. ↑  “Bombs Versus Concrete”. Flight XLIX (1953):  537. (May 30, 1946).
47. ↑  Howell, Mark (2009年12月30日). “Project Ruby – a look at RAF Mildenhall's history”.   US Air Force. 2011年6月10日時点のオリジナルよりアーカイブ。2011年6月10日閲覧。
48. ↑  Project Ruby 1946, pp. 45–48
49. ↑  Project Ruby 1946, p. 15
50. 1 2  Project Ruby 1946, p. 34
51. ↑  Project Ruby 1946, p. 2
52. ↑  Lavenant, Gwénaëlle (28 January 2009). “La bombe du blockhaus s'est envolée vers une nouvelle vie” (French). La Voix du Nord.  オリジナルの2012年4月3日時点におけるアーカイブ。 2011年6月13日閲覧. "Après plus d'une semaine de travaux, la bombe qui était fichée dans le toit du blockhaus d'Éperlecques a été déposée à terre, hier, dans un camion de la sécurité civile, avant d'être transportée au centre de stockage de Vimy."

参考文献
- Air Proving Ground Command Eglin Field (31 October 1946). Comparative Test of the Effectiveness of Large Bombs against Reinforced Concrete Structures (Anglo-American Bomb Tests – Project Ruby) (Report). Orlando, Florida: US Air Force 2011年6月9日閲覧. "Running parallel with the development of large bombs was a project for obtaining high striking velocities by means of a rocket assisted 4,500-lb British bomb called the Disney. (...) As early as June 1945, the concrete V-weapon structure at Watten was used as a target."
- Bateman, Alex (2009). Tony Holmes. ed. No 617 'Dambusters' Sqn. Oxford: Osprey. p. 111. ISBN 978-1-84603-429-9
- Burakowski, Tadeusz; Sala, Aleksander (1960) (Polish). Rakiety i pociski kierowane [Rockets and guided missiles]. Część 1 – Zastosowania (Volume 1 – applications). Warsaw: Wydawnictwo Ministerstwa Obrony Narodowej (Ministry Of National Defense Publishing House). pp. 556-557 Figure 280, p. 558, provides a detailed diagram of the Disney bomb (with its internals).
- Flower, Stephen (2004). Barnes Wallis' Bombs: Tallboy, Dambuster & Grand Slam. Stroud: Tempus. ISBN 978-0-7524-2987-8
- Freeman, Roger (1990). The Mighty Eighth War Diary. Weidenfeld Military. ISBN 978-1-85409-071-3
- Freeman, Roger; Osbourne, David (1998). B-17 Flying Fortress Story. Weidenfeld & Nicolson. ISBN 978-1-85409-301-1
- Freeman, Roger (2001). The Mighty Eighth War Manual. Cassell & Co. ISBN 978-0-304-35846-5
- Hecks, Karl (1990). Bombing 1939–45 : the air offensive against land targets in World War Two (1. publ. in Great Britain. ed.). London: Hale. pp. 259. ISBN 0709040202
- Keefer, I. J. (December 1947). Project Harken –  part II Bombing and analysis and related subjects. American and British phase (Report). US Air Force. p. 6 2011年6月22日閲覧。
- Johnsen, Frederick A. (2003). Weapons of the Eighth Air Force. St. Paul, MN: MBI. p. 45. ISBN 0760313407 2011年6月11日閲覧。
- McArthur, Charles (1990). Operations analysis in the U.S. Army Eighth Air Force in World War I. American Mathematical Soc.. ISBN 978-0-8218-0158-1
- Murray, Iain (2009). Bouncing-bomb man : the science of Sir Barnes Wallis. Sparkford: Haynes. ISBN 978-1-84425-588-7
- Terrell, Edward (1958). Admiralty brief: the story of inventions that contributed to victory in the Battle of the Atlantic. Harrap. OCLC 504731245
- Thom, Walter (1986). The Brotherhood of Courage, The History of the 305th Bombardment Group (H) in World War II. W. Thom. OCLC 18702434
- Various authors (1997). 92nd Bomb Group (H): Fame's Favored Few. Turner Publishing Company. ISBN 978-1-56311-241-6
- United States Strategic Air Forces in Europe (28 January 1945). USSTAF Armament Memorandum (Report). pp. 1–2
- Young, C.W. (1997). Penetration equations (Report). SAND94-2726. Albuquerque NM: Sandia National Laboratories. "This is a standalone report documenting the latest version of the Young/Sandia penetration equations and related analytical techniques to predict penetration into natural earth materials and concrete."

## その他の文献
- Young, C.W. (1967). The Development Of Empirical Equations For Predicting Depth Of An Earth Penetrating Projectile (Report). SC-DR-67-60. Albuquerque NM: Sandia National Laboratories
- Alekseevskii, V. P. (1966). “Penetration of a rod into a target at high velocity”. Combustion, Explosion, and Shock Waves (Fizika Goreniya i Vzryva) 2 (2):  99–106. doi:10.1007/BF00749237. ISSN 0010-5082.
- Tate, A. (1 November 1967). “A theory for the deceleration of long rods after impact”. Journal of the Mechanics and Physics of Solids 15 (6):  387–399. doi:10.1016/0022-5096(67)90010-5.  オリジナルの2012年3月26日時点におけるアーカイブ。 2011年6月23日閲覧。.
- Bernard, Robert S. (1978). Depth and Motion Prediction for Earth Penetrators (Report). ADA056701. Army Engineer Waterways Experiment Station Vicksburg
- Walters, William P.; Segletes, Steven B. (1991). “An exact solution of the long rod penetration equations”. International Journal of Impact Engineering 11 (2):  225–231. doi:10.1016/0734-743X(91)90008-4.
- Segletes, Steven B.; Walters, William P. (2002). Efficient Solution of the Long-Rod Penetration Equations of Alekseevskii-Tate (Report). ARL-TR-2855. Army Research Lab Aberdeen Proving Ground MD
- Segletes, Steven B.; Walters, William P. (2003). “Extensions to the exact solution of the long-rod penetration/erosion equations”. International Journal of Impact Engineering 28 (4):  363–376. doi:10.1016/S0734-743X(02)00071-4 2011年6月23日閲覧。.
- Parsch, Andreas (2006). “Textron (Avco) BLU-106/B BKEP (Boosted Kinetic Energy Penetrator)”. Directory of U.S. Military Rockets and Missiles (Appendix 4) 2011年6月27日閲覧。 滑走路と堅固な航空機用シェルターに対して使用された米国のロケット推進クラスター爆弾。
- Parsch, Andreas (2006). “MBDA (Matra) BLU-107/B Durandal”. Directory of U.S. Military Rockets and Missiles (Appendix 4) 2011年6月27日閲覧。 フランスの無誘導ロケット推進飛行場破壊兵器。1980年代に米軍にBLU-107として採用され、F-111とF-15E攻撃機に搭載されたデュランダルは「砂漠の嵐」作戦で米空軍に使用された（デュランダル (爆弾)を参照）。